# 明太祖第五次北伐
明太祖第五次北伐又称金山之战，是指朱元璋洪武二十年（1387年）发动的一场北伐战争，结果是战胜纳哈出，并把辽东纳入明朝势力范围。

## 经过
北元太尉纳哈出占据松花江以北地区，有部眾幾十萬人，成為明朝在东北的邊患。
洪武二十年（1387年）正月初二日，朱元璋任命宋国公冯胜为征虏大将军，颍国公傅友德、永昌侯蓝玉为左右副将军，南雄侯赵庸、定远侯王弼为左参将，东川侯胡海、武定侯郭英为右参将，前军都督商焉参赞军事，率領20万明軍北上征討纳哈出。朱元璋指示各军采取如下战略：『驻师通州（今北京通县），遣人观其出没。彼若在庆州（今内蒙古巴林左旗索布力嘎），宜以轻骑掩其不备。既克庆州，则以全师径捣金山（今吉林双辽东北），出纳哈出不意，必可擒矣。』同時又派已投降明廷的原纳哈出部将乃剌吾北上劝降。
二月初三日，冯胜按計劃到達通州，侦察到纳哈出有兵在庆州屯守，就派蓝玉以轻骑乘天下大雪突襲，杀北元平章果来，俘虜其子不兰奚。三月初一日，冯胜等率明軍出松亭关，修建了大宁（今内蒙古宁城）、宽河（今河北宽城）、会州（今河北平泉）和富峪（今河北平泉北）四座城池，主力驻兵大宁。五月二十一日，冯胜留5万人驻守大宁，再按朱元璋指示攻打金山。六月十九日，明軍到達辽河之东，俘獲北元守軍300余人，马40余匹，在金山的西面駐扎準備攻打。这时被朱元璋派出勸降的乃刺吾也到达了松花河。纳哈出在明軍的軟硬兼施下投降。明軍俘獲纳哈出的軍民24万余人，牲畜辎重无数。六月底，傅友德以新得到的遼地漢人军士驻守大宁，冯胜等勝利班师。遼東從此成為明朝勢力範圍，后來成為奴兒干都司的一部分。